# Mainstream jazz
Pour les articles homonymes, voir Mainstream (album) et Mainstream (film).
Ne doit pas être confondu avec Courant dominant.

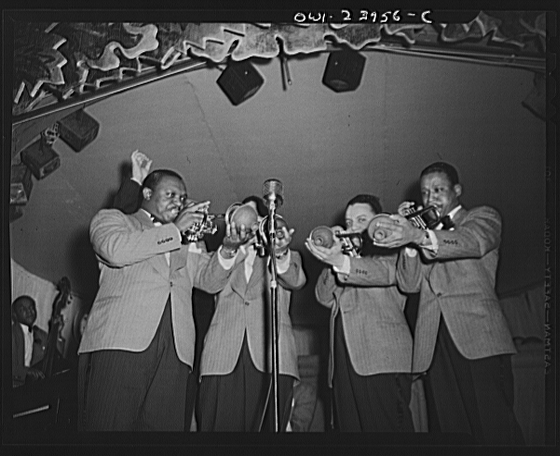
La section rythmique de trompettes de Duke Ellington, Avril 1943

Le mainstream (« courant principal » en anglais) est un courant du jazz apparu au milieu des années 1950.

## Caractéristiques
Dans les années 1950 le bebop n’avait pas les faveurs du grand public, les jeunes préférant se tourner vers le rock 'n' roll émergeant avec le succès de Bill Haley. Les vétérans du middle jazz décident alors de revenir au « courant principal » né au début des années 1930. Les grands orchestres, qui furent remplacés par des groupes plus modestes, disparurent mais on retrouve les grandes caractéristiques du swing, les longs solo mélodiques et les « standards ».

## Évolution
Initié dans les années 1950 par les vétérans du middle jazz comme Coleman Hawkins, Count Basie ou Duke Ellington, le mouvement connut un essoufflement dans les années 1960, dû à la fois à l’émergence d’autres courants du jazz et à la disparition d’une partie des « vétérans ». Mais le mouvement est relancé depuis les années 1970 avec l’arrivée de nouveaux acteurs, comme le saxophoniste Scott Hamilton, le cornettiste Ruby Braff ou le trompettiste Warren Vaché.
Le terme de mainstream sera repris dans la musique hip-hop pour désigner le calibrage grand public de certains titres, album ou artistes.